# Baila
Baila (Sexy Thing) (conosciuto anche come Baila morena) è un brano del cantante italiano Zucchero Fornaciari, primo singolo estratto dall'album Shake del 2001.

## Il brano
La canzone è stata scritta da Zucchero insieme al suo collaboratore Robyx, co-autore di altri brani del bluesman. Sono presenti, come in altre canzoni di Shake, regolari campionature da brani del passato. In questo caso Take Me to the River di Al Green e Mannish Boy di Muddy Waters.
La frase della canzone "... che devi avere un caos dentro di te per far fiorire una stella che balla" è una citazione dal prologo di Così parlò Zarathustra di Nietzsche.
Nel 2002 la cantante canadese Ima ripropone nuovamente il brano che include nel suo primo album.
Il singolo Baila verrà poi interpretato da Zucchero col gruppo messicano dei Maná, coi quali collaborerà ancora in seguito nel brano Eres mi religión contenuto nell'album del gruppo Revolución de amor. La versione di Baila con i Maná verrà poi pubblicata in Zu & Co., particolare raccolta pubblicata nel 2004.
Tale versione sarà riproposta nell'album del 2012 La sesión cubana, con un nuovo arrangiamento.
Nel 2006 in Francia esce Les Bronzés 3, terzo capitolo della celebre saga francese. Il brano principale della colonna sonora è Baila, nella versione cantata con i Maná, che ottiene un elevato successo commerciale.

## Il video
- Baila, su YouTube.

## Tracce
Testi e musiche di Zucchero e Robyx, eccetto dove diversamente indicato.

### CD singolo
Baila (Sexy Thing)
- COD: Polydor, Universal 5002 693

1. Baila (Sexy Thing) – 4:06

- COD: Polydor 9781

1. Baila (Sexy Thing) (French Radio Edit) – 3:40

- COD: Polydor 587 205-2

1. Baila (Sexy Thing) – 4:06
2. Baila (Sexy Thing) (Charlie Rapino Club Remix) – 6:12

- COD: Polydor 587 279-2

1. Baila Sexy Thing – 4:06 (testo: Zucchero, Robyx, S. E. Davis)
2. Baila (Sexy Thing) – 4:06

Baila morena
- COD: Polydor Zucchero2#1

1. Baila morena – 4:06 (testo: Zucchero, Robyx, Nuria & Raquel Diaz)

- COD: Polydor, Universal 9837736 (Les Bronzés 3: Amis pour la vie, 2006)

1. Zucchero – Baila morena (feat. Maná) – 4:04 (testo: Zucchero, Robyx, Nuria & Raquel Diaz)
2. Etienne Perruchon – Rock Your Mum – 2:46 (testo: Etienne Perruchon, Coline Perruchon – musica: Etienne Perruchon)

### CD Maxi
Baila (Sexy Thing)
- COD: Polydor 587 206-2

- COD: Polydor 587 236-2

1. Baila (Sexy Thing) – 4:08
2. Hey Man (feat. B.B. King) – 4:49 (testo: Zucchero, Gino Paoli – musica: Zucchero)
3. Karma, Stai Kalma (feat. Irene Fornaciari) – 4:46 (testo: Zucchero, Pasquale Panella – musica: Zucchero)
4. Baila (Sexy Thing) (Charlie Rapino Club Remix) – 6:17

- COD: Polydor

1. Baila (Sexy Thing) (Perky Park Radio Mix - Italian Version) – 3:30
2. Baila (Sexy Thing) (Perky Park Radio Mix - English Version) – 3:30 (testo: Zucchero, Robyx, S. E. Davis)
3. Baila (Sexy Thing) (Original Italian Radio Mix) – 3:52
4. Baila (Sexy Thing) (Original English Radio Mix) – 3:52 (testo: Zucchero, Robyx, S. E. Davis)
5. Baila (Sexy Thing) (7" Radio Mix) – 3:52

- COD: Universal, Polydor 51198865

1. Baila (Sexy Thing) (In the Court of the Rapino 12" Full On) – 5:42
2. Baila (Sexy Thing) (In the Court of the Rapino 7" Radio Cut) – 3:54
3. Baila (Sexy Thing) (Charlie Rapino Club Remix) – 6:15
4. Baila (Sexy Thing) (Perky Park Radio Mix - English Version) – 3:30 (testo: Zucchero, Robyx, S. E. Davis)
5. Baila (Sexy Thing) (Original English Radio Mix) – 3:52 (testo: Zucchero, Robyx, S. E. Davis)

- COD: Universal 587 295-2

1. Baila (Sexy Thing) (Perky Park Radio Mix - Italian Version) – 3:30
2. Baila (Sexy Thing) – 4:06
3. Baila (Sexy Thing) – 4:06 (testo: Zucchero, Robyx, S. E. Davis)
4. Hey Man (feat. B.B. King) – 4:47 (testo: Zucchero, G. Paoli – musica: Zucchero)
5. Karma, Stai Kalma (feat. Irene Fornaciari) – 4:44 (testo: Zucchero, P. Panella – musica: Zucchero)

Baila Sexy Thing
- COD: Universal, Polydor BAILA CDP1

1. Baila Sexy Thing – 4:06 (testo: Zucchero, Robyx, S. E. Davis)
2. Baila (Sexy Thing) – 4:06
3. Baila Sexy Thing (Perky Park Radio Mix - English Version) – 3:30 (testo: Zucchero, Robyx, S. E. Davis)
4. Baila (Sexy Thing) (Perky Park Radio Mix - Italian Version) – 3:30

- COD: Universal, Polydor 587 280-2

1. Baila Sexy Thing – 4:06 (testo: Zucchero, Robyx, S. E. Davis)
2. Baila (Sexy Thing) – 4:06
3. Baila (Sexy Thing) (In the Court of the Rapino 7" Radio Cut) – 3:54
4. Baila Sexy Thing (Perky Park Radio Mix - English Version) – 3:30 (testo: Zucchero, Robyx, S. E. Davis)

- COD: Polydor zucchero4#1

1. Baila (Sexy Thing) (In the Court of the Rapino 7" Radio Cut) – 3:54
2. Baila (Sexy Thing) (Version italiana) – 4:06
3. Baila Sexy Thing (Version ingles) – 4:06 (testo: Zucchero, Robyx, S. E. Davis)
4. Baila morena – 4:06 (testo: Zucchero, Robyx, Nuria & Raquel Diaz)

### Vinile
Baila (Sexy Thing)
- COD: Do It Yourself Entertainment DO IT 27-01

Lato A
1. Baila (Sexy Thing) (In the Court of the Rapino 12" Full On) – 5:42
2. Baila (Sexy Thing) – 4:06

Lato B
1. Baila (Sexy Thing) (Charlie Rapino Club Mix) – 6:15
2. Baila (Sexy Thing) (In the Court of the Rapino 7" Radio Cut) – 3:54

## Successo commerciale
Il singolo, pubblicato nei primi giorni dell'estate 2001, debuttò in classifica direttamente alla prima posizione divenendo in seguito uno dei maggiori successi commerciali di Zucchero, nonché uno dei suoi brani più rappresentativi. Ottenne un ragguardevole successo anche in altri paesi europei, raggiungendo la prima posizione dei singoli in Francia per quattro settimane nel 2006, e arrivando terzo in Belgio (Wa) e decimo in Svizzera. Nel 2006, in Francia, il singolo vendette 260 780 copie fisiche e 33 207 copie digitali, divenendo il nono singolo più venduto dell'anno in territorio francese.

## Classifiche

### Classifiche settimanali
| Classifica (2001-2003) | Posizione massima |
| ---------------------- | ----------------- |
| Belgio (Fiandre)       | 23                |
| Belgio (Vallonia)      | 18                |
| Europa                 | 36                |
| Europa (Airplay)       | 28                |
| Germania               | 97                |
| Italia                 | 1                 |
| Italia (Airplay)       | 1                 |
| Lettonia               | 18                |
| Paesi Bassi            | 90                |
| Perù (Airplay)         | 5                 |
| Polonia                | 9                 |
| Spagna                 | 1                 |
| Svizzera               | 3                 |

| Classifica (2006) | Posizione massima |
| ----------------- | ----------------- |
| Belgio (Vallonia) | 3                 |
| Europa            | 5                 |
| Francia           | 1                 |
| Russia (airplay)  | 632               |
| Svizzera          | 10                |

### Classifiche di fine anno
| Classifiche (2001) | Posizione |
| ------------------ | --------- |
| Lettonia           | 144       |
| Svizzera           | 11        |
| Italia             | 21        |
| Classifiche (2002) | Posizione |
| Spagna             | 5         |
| Classifiche (2006) | Posizione |
| Belgio (Vallonia)  | 17        |
| Francia            | 9         |
| Svizzera           | 61        |